# Tercera División de España
La Tercera División de España, conocida oficialmente como Campeonato Nacional de Liga de Tercera División fue una de las divisiones del sistema de ligas de fútbol de España. Entre 1929 y 1977 había sido el tercer nivel del sistema por debajo de la segunda división y entre 1977 y 2021 formaba el cuarto nivel, por debajo de la Segunda División B y por encima de las divisiones regionales. Esta competición era organizada por la Real Federación Española de Fútbol (RFEF), como un torneo oficial de ámbito nacional.  Dejó de disputarse al término de la temporada 2020-21. A partir de ese momento, empezó a disputarse la nueva Segunda Federación como cuarto nivel y la Tercera Federación como quinto, su actual sucesora. Su estatus era semiprofesional.
Fue creada en la temporada 1929-30 para sustituir al Grupo B de la Segunda División que se había creado en la temporada 1928-29. En sus últimas ediciones estaba estructurada en un grupo por cada federación autonómica, excepto en el caso de la Real Federación Andaluza de Fútbol y las de las dos ciudades autónomas, que formaban dos grupos entre las tres entidades: uno con los equipos de Andalucía Oriental y Melilla y otro con los de Andalucía Occidental y Ceuta. A final de temporada se disputaban promociones de ascenso a nivel nacional, por lo que mantenía la consideración de última categoría nacional de la liga española.
Hasta su desaparición en 2021, la última gran reestructuración de la categoría tuvo lugar para la temporada 1980-81, cuando se crearon nuevos grupos y se comenzó a hacer una distribución autonómica de estos, aunque fueron necesarias varias campañas para obtener la organización final.  
La S. D. Tenisca de Santa Cruz de La Palma fue el único club en España que participó en todas sus ediciones desde la última gran reestructación y el que más temporadas consecutivas militó en ella, manteniendo el récord permanentemente con la desaparición de la categoría. El récord de temporadas desde la creación de la categoría pertenece al Real Murcia Imperial Club de Fútbol, con 68 temporadas.

## Historia

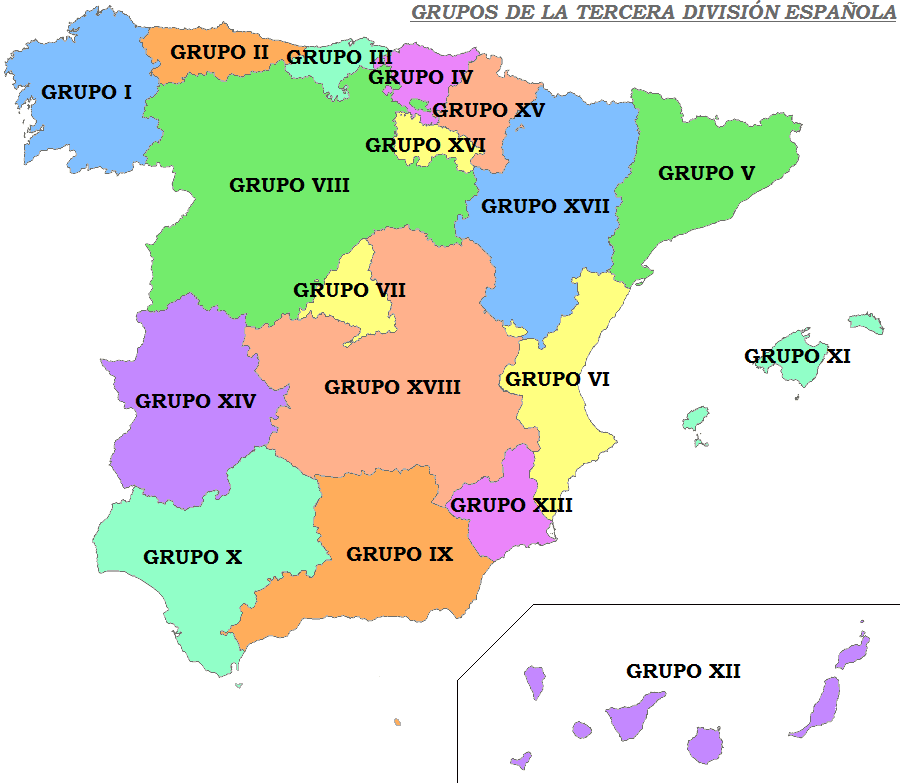
Grupos de la Tercera División Española de Fútbol en su última etapa.

La Tercera División se creó la temporada 1929/30, es decir, a partir de la segunda edición de la Liga española de fútbol. Históricamente la Tercera División era la tercera categoría de la liga española, por debajo de la Segunda División. En la temporada 1977/78, con la creación de la Segunda División B, pasó a ser la cuarta categoría de la liga española.
Su estructura, así como el número de grupos y equipos participantes ha cambiado en múltiples ocasiones a lo largo de la historia.
En su primera edición, la fase previa distribuía a 33 equipos en 8 grupos diferentes, de los cuales fueron campeones: Club Gijón, Barakaldo Club de Fútbol, Atlético Aurora Pamplona, Patria Zaragoza, Club Deportivo Castellón, Sporting Sagunto, Cartagena Fútbol Club y Recreativo de Huelva. Ya en la fase eliminatoria, el Castellón se convirtió en el primer campeón de la categoría al vencer por un apretado 3-2 frente al Recreativo de Huelva.
A diferencir del resto de categorías de la liga española de fútbol, la Tercera División dejó de disputarse antes de la Guerra Civil, siendo su última edición en este formato la 1933-34, sustituyéndose por una Segunda División más amplia. En 1939 volvieron a disputarse la Primera y Segunda División, pero la Tercera no volvió a ponerse en marcha hasta un año después debido a la gran cantidad de clubes en Segunda (cuarenta).  Tras la temporada 1940-41, la Tercera División fue suprimida, quedando reemplazada por la Primera Categoría Regional. Sin embargo, dos años después, para la temporada 1943-44, fue nuevamente recuperada.
En 1954 la organización de la competición, a excepción de la fase de ascenso, fue delegada en las Federaciones Regionales, situación que se mantuvo hasta 1968, cuando se produjo una reestructuración y volvió a ser organizada exclusivamente por la Nacional. En dicho contexto, la Federación Catalana decidió organizar entre 1963 y 1968 de manera unificada los dos grupos de Tercera División que tenía asignados, el VI y el VII, proclamando nominalmente dos campeones (1º y 2º clasificados) y dos subcampeones (3º y 4ª clasificados).

### Evolución del número de grupos
| Grupos | Periodo   | Notas |
| ------ | --------- | --- |
| 8      | 1929-1930 | |
| 4      | 1930-1931 | |
| 6      | 1931-1932 | |
| 8      | 1932-1934 | |
| 6      | 1940-1941 | |
| 8      | 1943-1944 | La categoría retornó con ocho grupos distribuidos de manera regional. El Grupo I con equipos gallegos, el II para asturianos, cántabros y leoneses, el III para vascos y navarros, el IV para catalanes y baleares, el V para aragoneses y valencianos (un subgrupo para cada región), el VI para extremeños, castellanos y madrileños, el VII para murcianos, alicantinos y albaceteños y el VIII para andaluces y el protectorado de Marruecos. |
| 9      | 1944-1945 | La distribución fue idéntica a la temporada anterior con el agregado de que los navarros y aragoneses formaron un grupo propio y separado de los asignados la temporada anterior. |
| 10     | 1945-1946 | Los equipos baleares pasaron a compartir grupo con los valencianos. Se formó un nuevo grupo exclusivo para los equipos castellanos y leoneses. |
| 12     | 1946-1947 | Los equipos de Palencia, Ponferrada y León pasan a compartir grupo con asturianos y los cántabros comparten grupo con los vascos. Los equipos de Guipúzcoa y Burgos comparten grupo con los navarros. Aragón forma su propio grupo junto con Numancia al igual que Madrid con los equipos de Albacete. Extremadura forma grupo con los equipos castellanos. Andalucía forma dos grupos por primera vez. |
| 8      | 1947-1948 | La reforma hizo que los grupos se redistribuyeran de esta forma. El I para los gallegos y leoneses, el II para asturianos, cántabros y burgaleses, el III para navarros, vascos y aragoneses, el IV para valencianos más Numancia y Huesca, el V para catalanes y baleares, el VI para castellanos, extremeños y madrileños, el VII para murcianos y alicantinos y el VIII para andaluces y marroquíes. |
| 6      | 1948-1949 | Una nueva reforma hizo que los grupos se redistribuyeran de esta forma. El I para los gallegos, leoneses y asturianos, el II para cántabros, navarros y vascos, el III para catalanes, baleares y aragoneses, el IV para castellanos, extremeños y madrileños, el V para valencianos, murcianos y alicantinos y el VI para andaluces y marroquíes. |
| 5      | 1949-1950 | La reducción en un grupo hizo que los equipos cántabros pasaran al grupo I, los aragoneses al II, los valencianos al III y los murcianos y alicantinos al IV. El grupo VI pasó a ser el V. |
| 6      | 1950-1954 | Se retomó el modelo de la temporada 1948-49 con la diferencia de que los equipos baleares alternaron entre los grupos III y V. |
| 16     | 1954-1957 | Una nueva reforma hizo que así se dieran grupos con una clara vocación territorial. El grupo I para los gallegos, el II para los asturianos y cántabros, el III para los vascos, el IV para los navarros, el V para los aragoneses, el VI y VII para los catalanes, el VIII para los baleares, el IX para los valencianos, el X para los murcianos y alicantinos, el XI para Andalucía Oriental, el XII para Andalucía Occidental, el XIII para los marroquíes, el XIV para los extremeños, el XV para los castellanos y leoneses y el XVI para los madrileños. En la temporada 1955-56, los cántabros pasaron a jugar con los vascos y los guipuzcoanos con los navarros.                                                                      |
| 14     | 1957-1963 | La desaparición del protectorado de Marruecos hizo que los equipos de esa nación pasaran al grupo XI. Asimismo, los equipos madrileños pasaron al grupo XIV. |
| 15     | 1963-1968 | Los dos grupos catalanes se fusionaron en uno solo pero manteniendo el nombre de VI-VII. Los equipos madrileños vuelven a tener grupo único, |
| 8      | 1968-1970 | Al finalizar la campaña 1967-68, se produjo el descenso a Regional de los equipos por debajo del décimo lugar de cada grupo para reducir los grupos de 15 a 8 bajo el criterio de proximidad geográfica. Los nuevos grupos fueron el I para los gallegos y asturianos, el II para los cántabros, vascos y leoneses, el III para los navarros, aragoneses y guipuzcoanos, el IV para los catalanes, el V para los valencianos y baleares, el VI para los murcianos, alicantinos y albaceteños, el VII para los andaluces y el VIII para los extremeños, madrileños y castellanos. Por primera vez se alineó un cuadro de Canarias, en el último grupo.                                                                                           |
| 4      | 1970-1977 | Al finalizar la campaña 1969-70, se produjo el descenso a Regional de 12 conjuntos de cada uno de los ocho grupos, de forma que a partir de la temporada 1970-71 la Tercera División se estructuró en 80 equipos distribuidos por proximidad geográfica en cuatro grupos, de forma muy similar a la composición más habitual que tuvo la Segunda División B |
| 6      | 1977-1979 | Tras la creación de la Segunda División B en 1977, la Tercera División pasó a conformar el cuarto nivel en el sistema de ligas. Los 120 equipos participantes fueron repartidos, bajo criterios de proximidad geográfica, en seis grupos |
| 8      | 1979-1980 | En la temporada 1979-80 se creó un grupo exclusivo para una federación territorial, la Balear. Para ello, catorce equipos de categoría regional balear subieron a Tercera para unirse a los seis ya existentes, quedando formado el grupo VIII. Otros 32 equipos del resto del país obtuvieron el ascenso y sustituyeron a los seis descendidos para sumar un total de 160 equipos en Tercera, distribuidos en ocho grupos |
| 13     | 1980-1983 | En 1980, 103 ascensos y solo tres descensos marcaron un aumento de los equipos de Tercera hasta los 260, que fueron repartidos en trece grupos, ya con una clara vocación territorial: Grupo I para equipos gallegos, el II para asturianos y cántabros, el III para vascos, el IV para aragoneses, navarros y riojanos, el V para catalanes, el VI para valencianos, el VII para castellanos (madrileños y castellano-manchegos), el VIII para la Federación Oeste (más tarde Federación de Castilla y León), el IX para Andalucía Oriental y Melilla, el X para Andalucía Occidental, Ceuta y Extremadura, el XI para Islas Baleares, el XII para Islas Canarias, y el XIII para equipos murcianos, albaceteños y algunos del sur de Alicante |
| 14     | 1983-1986 | En la campaña 1983-84 es el turno de los extremeños de crear su propio grupo, el XIV, desgajándose del grupo X, que queda reservado para Andalucía Occidental y Ceuta |
| 16     | 1986-1987 | En la temporada 1986-87 el Grupo II que compartían asturianos y cántabros se queda en exclusiva para los equipos asturianos, creándose un grupo nuevo para los conjuntos cántabros. Paralelamente, el Grupo IV en el que habían competido aragoneses, navarros y riojanos se divide en los nuevos grupos XV, para navarros y riojanos, y XVI, para los aragoneses |
| 17     | 1987-1989 | En la temporada 1987-88 se divide el Grupo VII, el de la Federación Castellana, quedándose ese en exclusiva para los equipos madrileños mientras que los castellano-manchegos son encuadrados en un nuevo grupo, el XVII, al que se incorporaron los equipos de Albacete. |
| 18     | 1989-1992 | En la temporada 1989-90 se produjo una incorporación masiva de equipos de la Vega Baja al grupo valenciano, el VI, por lo que esta federación tuvo que repartir a sus equipos en dos grupos, el Grupo VI-Norte y el Grupo VI-Sur, prolongándose esta situación durante tres años |
| 17     | 1992-2004 | Finalmente, la Federación Valenciana decretó que en la campaña 1991-92 se producirían diez descensos directos en cada uno de los dos grupos valencianos, para tener un solo grupo de Tercera a partir del año siguiente |
| 18     | 2004-2020 | En la temporada 2004-05 el Grupo XV que compartían equipos navarros y riojanos se desdobla en Grupo XVa para los equipos navarros y Grupo XVb para los riojanos, manteniéndose esa denominación durante dos campañas. En la temporada 2006-07 el grupo navarro se queda con la denominación grupo XV, mientras que el grupo riojano adopta la nomenclatura grupo XVI y los grupos de Aragón y de Castilla-La Mancha son renombrados como grupos XVII y XVIII respectivamente |

## Historial

### Tercera categoría (1929-1977)
Relación de clubs campeones de Tercera División mientras era la tercera categoría (1929-1977), de acuerdo a los datos oficiales proporcionados por la RFEF en su Anuario de 1978:
| Temporada | Campeón                        | Campeón                            | Campeón                                               | Campeón                                               | Campeón                                               |
| --------- | ------------------------------ | ---------------------------------- | ----------------------------------------------------- | ----------------------------------------------------- | ----------------------------------------------------- |
| 1929-30   | C.D. Castellón                 | C.D. Castellón                     | C.D. Castellón                                        | C.D. Castellón                                        | C.D. Castellón                                        |
| 1930-31   | Celta de Vigo                  | Celta de Vigo                      | Celta de Vigo                                         | Celta de Vigo                                         | Celta de Vigo                                         |
| 1931-32   | C.A. Osasuna                   | C.A. Osasuna                       | C.A. Osasuna                                          | C.A. Osasuna                                          | C.A. Osasuna                                          |
| 1932-33   | C.D. Sabadell                  | C.D. Sabadell                      | C.D. Sabadell                                         | C.D. Sabadell                                         | C.D. Sabadell                                         |
| 1933-34   | Valladolid Deportivo           | Valladolid Deportivo               | Valladolid Deportivo                                  | Valladolid Deportivo                                  | Valladolid Deportivo                                  |
| 1940-41   | Gr. A: C.D. Alavés             | Gr. A: C.D. Alavés                 | Gr. B: C.D. Constancia                                | Gr. B: C.D. Constancia                                | Gr. B: C.D. Constancia                                |
| 1943-44   | Gr. 1: Real Santander          | Gr. 1: Real Santander              | Gr. 2: C.D. Mallorca                                  | Gr. 2: C.D. Mallorca                                  | Gr. 2: C.D. Mallorca                                  |
| 1944-45   | Gimnástico de Tarragona        | Gimnástico de Tarragona            | Gimnástico de Tarragona                               | Gimnástico de Tarragona                               | Gimnástico de Tarragona                               |
| 1945-46   | C.D. Málaga                    | C.D. Málaga                        | C.D. Málaga                                           | C.D. Málaga                                           | C.D. Málaga                                           |
| 1946-47   | C.D. Mestalla                  | C.D. Mestalla                      | C.D. Mestalla                                         | C.D. Mestalla                                         | C.D. Mestalla                                         |
| 1947-48   | Real Santander                 | Real Santander                     | Real Santander                                        | Real Santander                                        | Real Santander                                        |
| 1948-49   | Albacete Balompié              | Albacete Balompié                  | Albacete Balompié                                     | Albacete Balompié                                     | Albacete Balompié                                     |
| 1949-50   | Gr. 1: Caudal Deportivo        | Gr. 2: U.D. Huesca                 | Gr. 3: C.D. San Andrés                                | Gr. 4: C.D. Toledo                                    | Gr. 5: S.D. Ceuta                                     |
| 1950-51   | Gr. 1: Atlético Zamora         | Gr. 2: S.D. Eibar                  | Gr. 3: U.D. San Martín                                | Gr. 4: C.D. Cacereño                                  | Gr. 5: Atlético Baleares                              |
| 1950-51   | Gr. 6: Recreativo de Huelva    |                                    |                                                       |                                                       |                                                       |
| 1951-52   | Gr. 1: Real Avilés             | Gr. 2: Burgos C.F.                 | Gr. 3: S.D. España Industrial                         | Gr. 4: C.D. Cacereño                                  | Gr. 5: Orihuela Deportiva                             |
| 1951-52   | Gr. 6: Real Jaén               |                                    |                                                       |                                                       |                                                       |
| 1952-53   | Gr. 1: C.P. La Felguera        | Gr. 2: S.D. Eibar                  | Gr. 3: C.D. Escoriaza                                 | Gr. 4: C.D. Badajoz                                   | Gr. 5: C.D. Castellón                                 |
| 1952-53   | Gr. 6: Jerez C.D.              |                                    |                                                       |                                                       |                                                       |
| 1953-54   | Gr. 1: C.D. Juvenil            | Gr. 2: Club Sestao                 | Gr. 3: C.D. Tarrasa                                   | Gr. 4: C.F. Extremadura                               | Gr. 5: Levante U.D.                                   |
| 1953-54   | Gr. 6: Real Betis              |                                    |                                                       |                                                       |                                                       |
| 1954-55   | Gr. 1: Arsenal C.F.            | Gr. 2: Club Langreano              | Gr. 3: Burgos C.F.                                    | Gr. 4: C.D. Tudelano                                  | Gr. 5: Arenas S.D.                                    |
| 1954-55   | Gr. 6: Gerona C.F.             | Gr. 7: Gimnástico de Tarragona     | Gr. 8: R.C.D. Mallorca; y U.D. Mahón (Zona Menorca)   | Gr. 8: R.C.D. Mallorca; y U.D. Mahón (Zona Menorca)   | Gr. 8: R.C.D. Mallorca; y U.D. Mahón (Zona Menorca)   |
| 1954-55   | Gr. 9: C.D. Alcoyano           | Gr. 10: Elche C.F.                 | Gr. 11: Cádiz C.F.                                    | Gr. 12: Úbeda C.F.                                    | Gr. 13: S.D. Ceuta                                    |
| 1954-55   | Gr. 14: C.D. Don Benito        | Gr. 15: Recreativo Europa Delicias | Gr. 15: Recreativo Europa Delicias                    | Gr. 16: A.D. Plus Ultra                               | Gr. 16: A.D. Plus Ultra                               |
| 1955-56   | Gr. 1: C.D. Orense             | Gr. 2: Club Langreano              | Gr. 3: Burgos C.F.                                    | Gr. 4: C.D. Elgóibar                                  | Gr. 5: U.D. Amistad                                   |
| 1955-56   | Gr. 6: C.D. Manresa            | Gr. 7: C.D. Granollers             | Gr. 8: Atlético Baleares; y U.D. Mahón (Zona Menorca) | Gr. 8: Atlético Baleares; y U.D. Mahón (Zona Menorca) | Gr. 8: Atlético Baleares; y U.D. Mahón (Zona Menorca) |
| 1955-56   | Gr. 9: Levante U.D.            | Gr. 10: C.D. Eldense               | Gr. 11: Algeciras C.F.                                | Gr. 12: Córdoba C.F.                                  | Gr. 13: S.D. Ceuta                                    |
| 1955-56   | Gr. 14: C.D. Don Benito        | Gr. 15: U.D. Salamanca             | Gr. 15: U.D. Salamanca                                | Gr. 16: Rayo Vallecano                                | Gr. 16: Rayo Vallecano                                |
| 1956-57   | Gr. 1: C.D. Orense             | Gr. 2: U.D. El Entrego             | Gr. 3: C.D. Basconia                                  | Gr. 4: C.D. Elgóibar                                  | Gr. 5: Arenas S.D.                                    |
| 1956-57   | Gr. 6: U.D. Sans               | Gr. 7: U.D. Olot                   | Gr. 8: R.C.D. Mallorca                                | Gr. 9: C.D. Alcoyano                                  | Gr. 10: Elche C.F.                                    |
| 1956-57   | Gr. 11: C.D. Linares           | Gr. 12: Recreativo de Huelva       | Gr. 13: S.D. Emeritense                               | Gr. 14: U.D. Salamanca                                | Gr. 14: U.D. Salamanca                                |
| 1956-57   | Gr. 15: A.D. Plus Ultra        | Gr. 16: Melilla C.F.               | Gr. 16: Melilla C.F.                                  | Gr. 16: Melilla C.F.                                  | Gr. 16: Melilla C.F.                                  |
| 1957-58   | Gr. 1: Turista S.C.            | Gr. 2: U.D. El Entrego             | Gr. 3: Baracaldo Altos Hornos                         | Gr. 4: Real Unión Club                                | Gr. 5: C.D. Ejea                                      |
| 1957-58   | Gr. 6: San Andrés              | Gr. 7: U.D. Pueblo Seco            | Gr. 8: R.C.D. Mallorca                                | Gr. 9: C.D. Mestalla                                  | Gr. 10: Elche C.F.                                    |
| 1957-58   | Gr. 11: C.A. Almería           | Gr. 12: Jerez Industrial C.F.      | Gr. 13: S.D. Ponferradina                             | Gr. 14: Club Getafe Deportivo                         | Gr. 14: Club Getafe Deportivo                         |
| 1958-59   | Gr. 1: C.D. Orense             | Gr. 2: La Felguera S.C.P.          | Gr. 3: C.D. Guecho                                    | Gr. 4: C.D. Logroñés                                  | Gr. 5: U.D. Amistad                                   |
| 1958-59   | Gr. 6: U.D. Sans               | Gr. 7: C.A. Almería                | Gr. 8: R.C.D. Mallorca                                | Gr. 9: C.D. Olímpico                                  | Gr. 10: Albacete Balompié                             |
| 1958-59   | Gr. 11: Adra C.F.              | Gr. 12: Recreativo de Huelva       | Gr. 13: Cultural Leonesa                              | Gr. 14: C.F. Calvo Sotelo                             | Gr. 14: C.F. Calvo Sotelo                             |
| 1959-60   | Gr. 1: Pontevedra C.F.         | Gr. 2: Caudal Deportivo            | Gr. 3: Arenas Club                                    | Gr. 4: San Sebastián C.F.                             | Gr. 5: U.D. Amistad                                   |
| 1959-60   | Gr. 6: C.D. Hospitalet         | Gr. 7: U.D. Figueras               | Gr. 8: C.D. Manacor                                   | Gr. 9: C.D. Olímpico                                  | Gr. 10: Hércules C.F.                                 |
| 1959-60   | Gr. 11: C.D. Málaga            | Gr. 12: Jerez C.D.                 | Gr. 13: Burgos C.F.                                   | Gr. 14: C.D. Manchego                                 | Gr. 14: C.D. Manchego                                 |
| 1960-61   | Gr. 1: Club Ferrol             | Gr. 2: La Felguera S.C.P.          | Gr. 3: Rayo Cantabria                                 | Gr. 4: Deportivo Alavés                               | Gr. 5: U.D. Amistad                                   |
| 1960-61   | Gr. 6: C.F. Badalona           | Gr. 7: Gimnástico de Tarragona     | Gr. 8: Atlético Baleares                              | Gr. 9: C.D. Olímpico                                  | Gr. 10: Albacete Balompié                             |
| 1960-61   | Gr. 11: Sevilla Atlético       | Gr. 12: Recreativo de Huelva       | Gr. 13: C.D. Cacereño                                 | Gr. 14: C.F. Calvo Sotelo                             | Gr. 14: C.F. Calvo Sotelo                             |
| 1961-62   | Gr. 1: C.D. Lugo               | Gr. 2: U.P. Langreo                | Gr. 3: Gimnástica de Torrelavega                      | Gr. 4: S.D. Eibar                                     | Gr. 5: C.D. Numancia.                                 |
| 1961-62   | Gr. 6: C.D. Tarrasa            | Gr. 7: C.D. Europa                 | Gr. 8: C.D. Constancia                                | Gr. 9: C.D. Gandía C.F.                               | Gr. 10: C.D. Eldense                                  |
| 1961-62   | Gr. 11: Algeciras C.F.         | Gr. 12: Sevilla Atlético           | Gr. 13: C.F. Béjar Industrial                         | Gr. 14: C.F. Calvo Sotelo                             | Gr. 14: C.F. Calvo Sotelo                             |
| 1962-63   | Gr. 1: Club Ferrol             | Gr. 2: Caudal Deportivo            | Gr. 3: Baracaldo Altos Hornos                         | Gr. 4: S.D. Eibar                                     | Gr. 5: C.D. Numancia                                  |
| 1962-63   | Gr. 6: C.D. Fabra y Coats      | Gr. 7: C.D. Europa                 | Gr. 8: U.D. Mahón                                     | Gr. 9: Onteniente C.F.                                | Gr. 10: C.D. Abarán                                   |
| 1962-63   | Gr. 11: C.D. Hispania          | Gr. 12: Club Atlético Ceuta        | Gr. 13: C.F. Béjar lndustrial                         | Gr.14: C.F. Calvo Sotelo                              | Gr.14: C.F. Calvo Sotelo                              |
| 1963-64   | Gr. 1: S.D. Compostela         | Gr. 2: Caudal Deportivo            | Gr. 3: Baracaldo Altos Hornos                         | Gr. 4: Real Unión Club                                | Gr. 5: C.D. Calvo Sotelo                              |
| 1963-64   | Gr. 6: C.D. Sabadell           | Gr. 7: U.D. Lérida                 | Gr. 8: C.D. Menorca                                   | Gr. 9: C.D. Castellón                                 | Gr. 10: Albacete Balompié                             |
| 1963-64   | Gr. 11: Atlético Malagueño     | Gr. 12: Jerez Industrial C.F.      | Gr. 13: C.F. Béjar Industrial                         | Gr. 14: A.D. Plus Ultra                               | Gr. 15: C.F. Calvo Sotelo                             |
| 1964-65   | Gr. 1: Club Ferrol             | Gr. 2: Real Avilés                 | Gr. 3: Gimnástica de Torrelavega                      | Gr. 4: Deportivo Alavés                               | Gr. · 5: C.D. Calvo Sotelo                            |
| 1964-65   | Gr. 6: C.D. Condal             | Gr. 7: U.D. Lérida                 | Gr. 8: Atlético Baleares                              | Gr. 9: C.D. Castellón                                 | Gr. 10: Albacete Balompié                             |
| 1964-65   | Gr. 11: Real Jaén C.F.         | Gr. 12: Jerez C.D.                 | Gr. 13: U.D. Salamanca                                | Gr. 14: Rayo Vallecano                                | Gr. 15: C.D. Badajoz                                  |
| 1965-66   | Gr. 1: Club Ferrol             | Gr. 2: C.D. Praviano               | Gr. 3: Gimnástica de Torrelavega                      | Gr. 4: C.D. Logroñés                                  | Gr. 5: C.D. Numancia                                  |
| 1965-66   | Gr. 6: Gimnástico de Tarragona | Gr. 7: U.D. Sans                   | Gr. 8: U.D. Mahón                                     | Gr. 9: C.D. Castellón                                 | Gr. 10: C.D. Eldense                                  |
| 1965-66   | Gr. 11: Balompédica Linense    | Gr. 12: Jerez Industrial C.F.      | Gr. 13: S.D. Ponferradina                             | Gr. 14: A.D. Plus Ultra                               | Gr. 15: C.F. Extremadura                              |
| 1966-67   | Gr. 1: C.D. Orense             | Gr. 2: Real Avilés                 | Gr. 3: Gimnástica de Torrelavega                      | Gr. 4: S.D. Eibar                                     | Gr. 5: S.D. Huesca                                    |
| 1966-67   | Gr. 6: U.D. Olot               | Gr. 7: Gimnástico de Tarragona     | Gr. 8: U.D. Mahón                                     | Gr. 9: C.D. Alcoyano                                  | Gr. 10: C.D. Eldense                                  |
| 1966-67   | Gr. 11: Real Jaén C.F.         | Gr. 12: Jerez C.D.                 | Gr. 13: U.D. Salamanca                                | Gr. 14: C.D. Carabanchel                              | Gr. 15: C.D. Badajoz                                  |
| 1967-68   | Gr. 1: C.D. Orense             | Gr. 2: Real Avilés                 | Gr. 3: S.D. Indauchu                                  | Gr. 4: C.D. Alavés                                    | Gr. 5: S.D. Huesca                                    |
| 1967-68   | Gr. 6: C.D. Condal             | Gr. 7: C.D. Tarrasa                | Gr. 8: Atlético Baleares                              | Gr. 9: Onteniente C.F.                                | Gr. 10: C.D. Ilicitano                                |
| 1967-68   | Gr. 11: Balompédica Linense    | Gr. 12: R.C. Portuense             | Gr. 13: Cultural Leonesa                              | Gr. 14: A.D. Plus Ultra                               | Gr. 15: C.D. Cacereño                                 |
| 1968-69   | Gr. 1: C.D. Orense             | Gr. 2: Bilbao Atlético             | Gr. 3: C.A. Osasuna                                   | Gr. 4: C.D. San Andrés                                | Gr. 4: C.D. San Andrés                                |
| 1968-69   | Gr. 5: C.D. Castellón          | Gr. 6: Hércules C.F.               | Gr. 7: Recreativo de Huelva                           | Gr. 8: U.D. Salamanca                                 | Gr. 8: U.D. Salamanca                                 |
| 1969-70   | Gr. 1: U.P. Langreo            | Gr. 2: Real Santander              | Gr. 3: C.D. Logroñés                                  | Gr. 4: C.D. Tarrasa                                   | Gr. 4: C.D. Tarrasa                                   |
| 1969-70   | Gr. 5: Villarreal C.F.         | Gr. 6: Hércules C.F.               | Gr. 7: Cádiz C.F.                                     | Gr. 8: C.D.C. Moscardó                                | Gr. 8: C.D.C. Moscardó                                |
| 1970-71   | Gr. 1 Cultural Leonesa         | Gr. 2: Tenerife Atlético           | Gr. 3: C.D. Mestalla                                  | Gr. 4: Jerez C.D.                                     | Gr. 4: Jerez C.D.                                     |
| 1971-72   | Gr. 1: Club Baracaldo          | Gr. 2: C.A. Osasuna                | Gr. 3: Gimnástico de Tarragona                        | Gr. 4: Real Murcia                                    | Gr. 4: Real Murcia                                    |
| 1972-73   | Gr. 1: C.D. Orense             | Gr. 2: U.D. Salamanca              | Gr. 3: Levante U.D.                                   | Gr. 4: Linares C.F.                                   | Gr. 4: Linares C.F.                                   |
| 1973-74   | Gr. 1: Cultural Leonesa        | Gr. 2: Deportivo Alavés            | Gr. 3: Barcelona Atlético                             | Gr. 4: Recreativo de Huelva.                          | Gr. 4: Recreativo de Huelva.                          |
| 1974-75   | Gr. 1: R.C.D La Coruña         | Gr. 2: C.A. Osasuna                | Gr. 3: C.F. Tarrasa                                   | Gr. 4: C.F. Calvo Sotelo                              | Gr. 4: C.F. Calvo Sotelo                              |
| 1975-76   | Gr. 1: Pontevedra C.F.         | Gr. 2: Club Getafe Deportivo       | Gr. 3: Levante U.D.                                   | Gr. 4: Real Jaén C.F.                                 | Gr. 4: Real Jaén C.F.                                 |
| 1976-77   | Gr. 1: Baracaldo C.F.          | Gr. 2: C.A. Osasuna                | Gr. 3: C.D. Sabadel                                   | Gr. 4: Real Murcia                                    | Gr. 4: Real Murcia                                    |

### Cuarta categoría (1977-2021)
Desde su transformación la cuarta categoría en 1977, su composición evolucionó rápidamente, partiendo inicialmente de un número reducido de grupos hasta adaptarse a la nueva organización territorial de España, con un grupo por cada comunidad autónoma, excepto Andalucía que le correspondieron dos grupos, en los cuales también se integraron los equipos de las ciudades autónomas de Ceuta y Melilla.
| Temporada | Campeón                                                                                 | Campeón                                                                                 | Campeón                                                                                 | Campeón                                                                                 | Campeón                                                                                 | Campeón                                                                                 | Campeón                                                                                 | Campeón                                                                                 | Campeón                                                                                 | Campeón                                                                                 | Campeón                                                                                 | Campeón                                                                                 | Campeón                                                                                 | Campeón                                                                                 | Campeón                                                                                 | Campeón                                                                                 | Campeón                                                                                 | Campeón                                                                                 |
| --------- | --------------------------------------------------------------------------------------- | --------------------------------------------------------------------------------------- | --------------------------------------------------------------------------------------- | --------------------------------------------------------------------------------------- | --------------------------------------------------------------------------------------- | --------------------------------------------------------------------------------------- | --------------------------------------------------------------------------------------- | --------------------------------------------------------------------------------------- | --------------------------------------------------------------------------------------- | --------------------------------------------------------------------------------------- | --------------------------------------------------------------------------------------- | --------------------------------------------------------------------------------------- | --------------------------------------------------------------------------------------- | --------------------------------------------------------------------------------------- | --------------------------------------------------------------------------------------- | --------------------------------------------------------------------------------------- | --------------------------------------------------------------------------------------- | --------------------------------------------------------------------------------------- |
| 1977-78   | Gr. I: C. D. Lugo                                                                       | Gr. I: C. D. Lugo                                                                       | Gr. I: C. D. Lugo                                                                       | Gr. II: C. D. Logroñés                                                                  | Gr. II: C. D. Logroñés                                                                  | Gr. II: C. D. Logroñés                                                                  | Gr. III: Gimnástico de Tarragona                                                        | Gr. III: Gimnástico de Tarragona                                                        | Gr. III: Gimnástico de Tarragona                                                        | Gr. IV: Zamora C. F.                                                                    | Gr. IV: Zamora C. F.                                                                    | Gr. IV: Zamora C. F.                                                                    | Gr. V: S. D. Ibiza                                                                      | Gr. V: S. D. Ibiza                                                                      | Gr. V: S. D. Ibiza                                                                      | Gr. VI: C. P. Cacereño                                                                  | Gr. VI: C. P. Cacereño                                                                  | Gr. VI: C. P. Cacereño                                                                  |
| 1978-79   | Gr. I: C. D. Gijón                                                                      | Gr. I: C. D. Gijón                                                                      | Gr. I: C. D. Gijón                                                                      | Gr. II: C. D. Sangüesa                                                                  | Gr. II: C. D. Sangüesa                                                                  | Gr. II: C. D. Sangüesa                                                                  | Gr. III: U. D. Vall de Uxó                                                              | Gr. III: U. D. Vall de Uxó                                                              | Gr. III: U. D. Vall de Uxó                                                              | Gr. IV: U. D. Las Palmas Atlético                                                       | Gr. IV: U. D. Las Palmas Atlético                                                       | Gr. IV: U. D. Las Palmas Atlético                                                       | Gr. V: C. D. Eldense                                                                    | Gr. V: C. D. Eldense                                                                    | Gr. V: C. D. Eldense                                                                    | Gr. VI: C. D. San Fernando                                                              | Gr. VI: C. D. San Fernando                                                              | Gr. VI: C. D. San Fernando                                                              |
| 1979-80   | Gr. I: S. D. Compostela                                                                 | Gr. I: S. D. Compostela                                                                 | Gr. I: S. D. Compostela                                                                 | Gr. I: S. D. Compostela                                                                 | Gr. II: S. D. G. Arandina                                                               | Gr. II: S. D. G. Arandina                                                               | Gr. II: S. D. G. Arandina                                                               | Gr. II: S. D. G. Arandina                                                               | Gr. II: S. D. G. Arandina                                                               | Gr. III: San Sebastián C. F.                                                            | Gr. III: San Sebastián C. F.                                                            | Gr. III: San Sebastián C. F.                                                            | Gr. III: San Sebastián C. F.                                                            | Gr. IV: F. C. Andorra                                                                   | Gr. IV: F. C. Andorra                                                                   | Gr. IV: F. C. Andorra                                                                   | Gr. IV: F. C. Andorra                                                                   | Gr. IV: F. C. Andorra                                                                   |
| 1979-80   | Gr. V: R. S. D. Alcalá                                                                  | Gr. V: R. S. D. Alcalá                                                                  | Gr. V: R. S. D. Alcalá                                                                  | Gr. V: R. S. D. Alcalá                                                                  | Gr. VI: Cartagena F. C.                                                                 | Gr. VI: Cartagena F. C.                                                                 | Gr. VI: Cartagena F. C.                                                                 | Gr. VI: Cartagena F. C.                                                                 | Gr. VI: Cartagena F. C.                                                                 | Gr. VII: Mérida Industrial C. F.                                                        | Gr. VII: Mérida Industrial C. F.                                                        | Gr. VII: Mérida Industrial C. F.                                                        | Gr. VII: Mérida Industrial C. F.                                                        | Gr. VIII: R. C. D. Mallorca                                                             | Gr. VIII: R. C. D. Mallorca                                                             | Gr. VIII: R. C. D. Mallorca                                                             | Gr. VIII: R. C. D. Mallorca                                                             | Gr. VIII: R. C. D. Mallorca                                                             |
| Periodo   | Grupo y ámbito territorial (véase el historial de cada grupo en su respectivo artículo) | Grupo y ámbito territorial (véase el historial de cada grupo en su respectivo artículo) | Grupo y ámbito territorial (véase el historial de cada grupo en su respectivo artículo) | Grupo y ámbito territorial (véase el historial de cada grupo en su respectivo artículo) | Grupo y ámbito territorial (véase el historial de cada grupo en su respectivo artículo) | Grupo y ámbito territorial (véase el historial de cada grupo en su respectivo artículo) | Grupo y ámbito territorial (véase el historial de cada grupo en su respectivo artículo) | Grupo y ámbito territorial (véase el historial de cada grupo en su respectivo artículo) | Grupo y ámbito territorial (véase el historial de cada grupo en su respectivo artículo) | Grupo y ámbito territorial (véase el historial de cada grupo en su respectivo artículo) | Grupo y ámbito territorial (véase el historial de cada grupo en su respectivo artículo) | Grupo y ámbito territorial (véase el historial de cada grupo en su respectivo artículo) | Grupo y ámbito territorial (véase el historial de cada grupo en su respectivo artículo) | Grupo y ámbito territorial (véase el historial de cada grupo en su respectivo artículo) | Grupo y ámbito territorial (véase el historial de cada grupo en su respectivo artículo) | Grupo y ámbito territorial (véase el historial de cada grupo en su respectivo artículo) | Grupo y ámbito territorial (véase el historial de cada grupo en su respectivo artículo) | Grupo y ámbito territorial (véase el historial de cada grupo en su respectivo artículo) |
| 1980-83   | Gr. I                                                                                   | Gr. II                                                                                  | Gr. II                                                                                  | Gr. III                                                                                 | Gr. V                                                                                   | Gr. VI                                                                                  | Gr. VII                                                                                 | Gr. VII                                                                                 | Gr. VIII                                                                                | Gr. IX                                                                                  | Gr. X                                                                                   | Gr. X                                                                                   | Gr. XI                                                                                  | Gr. XII                                                                                 | Gr. XIII                                                                                | Gr. IV                                                                                  | Gr. IV                                                                                  | Gr. IV                                                                                  |
| 1983-86   | Gr. I                                                                                   | Gr. II                                                                                  | Gr. II                                                                                  | Gr. III                                                                                 | Gr. V                                                                                   | Gr. VI                                                                                  | Gr. VII                                                                                 | Gr. VII                                                                                 | Gr. VIII                                                                                | Gr. IX                                                                                  | Gr. X                                                                                   | Gr. XIV                                                                                 | Gr. XI                                                                                  | Gr. XII                                                                                 | Gr. XIII                                                                                | Gr. IV                                                                                  | Gr. IV                                                                                  | Gr. IV                                                                                  |
| 1986-87   | Gr. I                                                                                   | Gr. II                                                                                  | Gr. III                                                                                 | Gr. IV                                                                                  | Gr. V                                                                                   | Gr. VI                                                                                  | Gr. VII                                                                                 | Gr. VII                                                                                 | Gr. VIII                                                                                | Gr. IX                                                                                  | Gr. X                                                                                   | Gr. XIV                                                                                 | Gr. XI                                                                                  | Gr. XII                                                                                 | Gr. XIII                                                                                | Gr. XV                                                                                  | Gr. XV                                                                                  | Gr. XVI                                                                                 |
| 1987-04   | Gr. I                                                                                   | Gr. II                                                                                  | Gr. III                                                                                 | Gr. IV                                                                                  | Gr. V                                                                                   | Gr. VI                                                                                  | Gr. VII                                                                                 | Gr. XVII                                                                                | Gr. VIII                                                                                | Gr. IX                                                                                  | Gr. X                                                                                   | Gr. XIV                                                                                 | Gr. XI                                                                                  | Gr. XII                                                                                 | Gr. XIII                                                                                | Gr. XV                                                                                  | Gr. XV                                                                                  | Gr. XVI                                                                                 |
| 2004-06   | Gr. I                                                                                   | Gr. II                                                                                  | Gr. III                                                                                 | Gr. IV                                                                                  | Gr. V                                                                                   | Gr. VI                                                                                  | Gr. VII                                                                                 | Gr. XVII                                                                                | Gr. VIII                                                                                | Gr. IX                                                                                  | Gr. X                                                                                   | Gr. XIV                                                                                 | Gr. XI                                                                                  | Gr. XII                                                                                 | Gr. XIII                                                                                | Gr. XV-a                                                                                | Gr. XV-b                                                                                | Gr. XVI                                                                                 |
| 2006-21   | Gr. I                                                                                   | Gr. II                                                                                  | Gr. III                                                                                 | Gr. IV                                                                                  | Gr. V                                                                                   | Gr. VI                                                                                  | Gr. VII                                                                                 | Gr. XVIII                                                                               | Gr. VIII                                                                                | Gr. IX                                                                                  | Gr. X                                                                                   | Gr. XIV                                                                                 | Gr. XI                                                                                  | Gr. XII                                                                                 | Gr. XIII                                                                                | Gr. XV                                                                                  | Gr. XVI                                                                                 | Gr. XVII                                                                                |

## Palmarés

### Campeones
Clubes con 5 o más títulos de Tercera División (sumando 3ª y 4ª categorías):
| Club                         | Títulos | 3ª categoría (1929-1977) | 4ª categoría (1977-2021) |
| ---------------------------- | ------- | ------------------------ | ------------------------ |
| Caudal Deportivo             | 15      | 4                        | 11                       |
| C. D. Eldense                | 13      | 4                        | 9                        |
| R.S. Gimnástica              | 11      | 4                        | 7                        |
| C. D. Atlético Baleares      | 10      | 5                        | 5                        |
| C. P. Cacereño               | 10      | 4                        | 6                        |
| Deportivo Aragón             | 10      | 4                        | 6                        |
| C. D. Don Benito             | 10      | 2                        | 8                        |
| Peña Sport F. C.             | 10      | 0                        | 10                       |
| Sevilla Atlético             | 9       | 2                        | 7                        |
| C. D. Calahorra              | 9       | 0                        | 9                        |
| Las Palmas Atlético          | 9       | 0                        | 9                        |
| R. C. D. Mallorca "B"        | 9       | 0                        | 9                        |
| S. D. Noja                   | 9       | 0                        | 9                        |
| C. D. Ourense                | 8       | 7                        | 1                        |
| C. D. Puertollano            | 8       | 5                        | 3                        |
| Racing de Ferrol             | 8       | 4                        | 4                        |
| Valencia C.F. Mestalla       | 8       | 3                        | 5                        |
| C. E. Constància             | 8       | 2                        | 6                        |
| C. D. Castellón              | 7       | 6                        | 1                        |
| Gimnástico de Tarragona      | 7       | 6                        | 1                        |
| S. D. Eibar                  | 7       | 5                        | 2                        |
| Algeciras C. F.              | 7       | 2                        | 5                        |
| Andorra C. F.                | 7       | 2                        | 5                        |
| C. D. Toledo                 | 7       | 1                        | 6                        |
| Real Valladolid Promesas     | 7       | 1                        | 6                        |
| U. D. Salamanca              | 6       | 6                        | 0                        |
| R. C. D. Mallorca            | 6       | 5                        | 1                        |
| Recreativo de Huelva         | 6       | 6                        | 0                        |
| Barakaldo C. F.              | 6       | 5                        | 1                        |
| D. Alavés                    | 6       | 5                        | 1                        |
| Cultural y Deportiva Leonesa | 6       | 4                        | 2                        |
| Real Jaén C. F.              | 6       | 4                        | 2                        |
| C. D. Alcoyano               | 6       | 3                        | 3                        |
| Pontevedra C. F.             | 6       | 2                        | 4                        |
| S. D. Huesca                 | 6       | 2                        | 4                        |
| Betis Deportivo              | 6       | 0                        | 6                        |
| Zamora C. F.                 | 6       | 0                        | 6                        |
| Albacete Balompié            | 5       | 5                        | 0                        |
| C. At. Osasuna               | 5       | 5                        | 0                        |
| Real Madrid Castilla         | 5       | 5                        | 0                        |
| Terrassa F. C.               | 5       | 5                        | 0                        |
| U. D. Mahón                  | 5       | 5                        | 0                        |
| C. E. L'Hospitalet           | 5       | 1                        | 4                        |
| Real Sociedad F. "B"         | 5       | 1                        | 4                        |
| C. D. Badajoz                | 5       | 3                        | 2                        |
| C. D. Olímpic                | 5       | 3                        | 2                        |
| U. E. Sant Andreu            | 5       | 3                        | 2                        |
| U. E. Olot                   | 5       | 2                        | 3                        |
| C. D. Tudelano               | 5       | 1                        | 4                        |
| C. D. Lealtad                | 5       | 0                        | 5                        |
| C. Portugalete               | 5       | 0                        | 5                        |
| Tomelloso C. F.              | 5       | 0                        | 5                        |
| Real Madrid "C"              | 5       | 0                        | 5                        |

### Clasificación histórica

#### Equipos con mayor número de temporadas
(La clasificación está actualizada hasta la temporada 2018-19 incluida)
| Pos | Equipo                     | Temp | PJ   | Ptos | PG   | PE  | PP  | GF   | GC   |
| --- | -------------------------- | ---- | ---- | ---- | ---- | --- | --- | ---- | ---- |
| 1   | Real Murcia B              | 66   | 2131 | 2732 | 943  | 496 | 692 | 3672 | 2775 |
| 2   | Arenas Club de Getxo       | 61   | 2110 | 2468 | 812  | 591 | 707 | 2806 | 2540 |
| 3   | CE Constància              | 57   | 2004 | 2832 | 990  | 421 | 593 | 3448 | 2384 |
| 4   | CD Eldense                 | 57   | 1983 | 2676 | 928  | 488 | 567 | 3214 | 2197 |
| 5   | Racing de Santander B      | 55   | 1914 | 2680 | 949  | 440 | 525 | 3531 | 2226 |
| 6   | CE Europa                  | 55   | 2020 | 2550 | 846  | 497 | 677 | 3130 | 2643 |
| 7   | CD Tudelano                | 55   | 1918 | 2401 | 832  | 457 | 629 | 3000 | 2561 |
| 8   | CP Cacereño                | 54   | 1816 | 2671 | 1027 | 350 | 439 | 3741 | 1930 |
| 9   | CD Manacor                 | 54   | 1821 | 2318 | 820  | 360 | 641 | 2935 | 2479 |
| 10  | Gimnástica Segoviana       | 53   | 1842 | 2535 | 837  | 425 | 580 | 3135 | 2460 |
| 11  | CD Atlético Baleares       | 53   | 1742 | 2470 | 898  | 397 | 447 | 3235 | 1922 |
| 12  | CD Basconia                | 53   | 1912 | 2438 | 786  | 501 | 625 | 2846 | 2432 |
| 13  | CD Don Benito              | 52   | 1857 | 2747 | 947  | 409 | 501 | 3337 | 2089 |
| 14  | UD Poblense                | 52   | 1816 | 2454 | 787  | 445 | 584 | 2729 | 2205 |
| 15  | Arosa SC                   | 52   | 1812 | 2089 | 698  | 439 | 675 | 2496 | 2484 |
| 16  | Caudal Deportivo de Mieres | 51   | 1814 | 2669 | 963  | 452 | 399 | 3135 | 1701 |
| 17  | Club Lemos                 | 51   | 1706 | 1595 | 531  | 419 | 756 | 1975 | 2589 |
| 18  | CD Calahorra               | 50   | 1787 | 2530 | 877  | 354 | 556 | 3192 | 2259 |
| 19  | UP Plasencia               | 50   | 1774 | 2388 | 834  | 373 | 567 | 3091 | 2216 |
| 20  | Atlético Monzón            | 50   | 1814 | 2155 | 700  | 441 | 673 | 2684 | 2677 |
| 21  | CD Mirandés                | 50   | 1698 | 2095 | 753  | 371 | 574 | 2674 | 2328 |
| 22  | Coria CF                   | 50   | 1751 | 2068 | 693  | 410 | 648 | 2516 | 2347 |

## Sistema de competición
Los distintos equipos que participaban en esta categoría se encontraban repartidos en 18 grupos. Cada grupo correspondía a una federación territorial, excepto en el caso de la Federación Andaluza que organizaba dos de esos grupos: el Grupo IX para las provincias de Andalucía Oriental, y el Grupo X para las provincias de Andalucía Occidental. Los clubes de Ceuta competían en el grupo de los andaluces occidentales y los de Melilla con los andaluces orientales.
Los grupos siguen siendo los mismos en la nueva Tercera División RFEF.
En su última edición, las zonas de ámbito de cada grupo eran las siguientes:
| - Grupo I: Galicia. - Grupo II: Asturias. - Grupo III: Cantabria. - Grupo IV: País Vasco. - Grupo V: Cataluña. - Grupo VI: Comunidad Valenciana. - Grupo VII: Comunidad de Madrid. - Grupo VIII: Castilla y León. - Grupo IX: Andalucía Oriental y Melilla. | - Grupo X: Andalucía Occidental y Ceuta. - Grupo XI: Islas Baleares. - Grupo XII: Canarias. - Grupo XIII: Región de Murcia. - Grupo XIV: Extremadura. - Grupo XV: Navarra. - Grupo XVI: La Rioja. - Grupo XVII: Aragón. - Grupo XVIII: Castilla-La Mancha. |

Generalmente, los participantes de cada grupo eran 20 equipos. Se enfrentaban todos contra todos en dos ocasiones, una en campo propio y otra en campo contrario. El orden de los partidos se decidía por sorteo antes de comenzar la competición, y los árbitros de los mismos eran asignados por la federación territorial correspondiente.
La clasificación era según los puntos obtenidos por cada club, los cuales eran tres por partido ganado, uno por empate y ninguno por partido perdido. Si hubiese empate por puntos entre 2 equipos se resolvía de la siguiente manera:
1º Por la mayor diferencia de goles, entre los goles a favor y los goles en contra, teniendo en cuenta exclusivamente los partidos jugados entre ellos.
2º Por la mayor diferencia de goles, entre los goles a favor y los goles en contra, de los partidos jugados con el resto de clubs de la competición.
3º Por el mayor número de goles a favor.
En el caso de que el empate se produjese entre varios equipos, la forma de resolución era la siguiente:
1º Por la mejor puntuación que le correspondiera a cada uno teniendo en cuenta exclusivamente los partidos jugados entre ellos.
2º Por la mayor diferencia de goles, entre los goles a favor y los goles en contra, teniendo en cuenta solo los partidos jugados entre sí por los equipos empatados.
3º Por el mayor número de goles marcados a favor, considerando únicamente los partidos jugados entre sí por los equipos empatados.
4º Por la mayor diferencia de goles, entre los goles a favor y los goles en contra, teniendo en cuenta todos los partidos de la competición.
5º Por el mayor número de goles marcados a favor, teniendo en cuenta todos los conseguidos en la competición.
Al finalizar la temporada los cuatro primeros clasificados jugaban la promoción de ascenso a Segunda División B; el campeón del grupo jugaba la promoción correspondiente a los campeones de grupo, y los 3 restantes a la correspondiente a los no campeones de grupo. Los 18 equipos campeones de cada grupo se clasificaban para la Copa del Rey, siempre que no fuesen equipos filiales.
Los últimos clasificados descendían a la máxima categoría regional de la federación que les correspondía. El número de equipos que descendían variaba de un grupo a otro, e incluso de una temporada a otra, pero solían ser 3 o 4.

## Ascensos a Segunda B por grupo
La tabla recoge el número de ascensos por grupo desde la creación de los 18 grupos actuales en la temporada 2006-07.
| Grupo       | 2006-07 | 2007-08 | 2008-09 | 2009-10 | 2010-11 | 2011-12 | 2012-13 | 2013-14 | 2014-15 | 2015-16 | 2016-17 | 2017-18 | 2018-19 | 2019-20 | 2020-21 | Total |
| ----------- | ------- | ------- | ------- | ------- | ------- | ------- | ------- | ------- | ------- | ------- | ------- | ------- | ------- | ------- | ------- | ----- |
| Grupo I     | 1       | 1       | 1       | 2       | 0       | 1       | 3       | 1       | 1       | 1       | 2       | 0       | 1       | 1       |         | 16    |
| Grupo II    | 0       | 1       | 1       | 1       | 1       | 1       | 0       | 2       | 0       | 1       | 1       | 2       | 1       | 2       |         | 14    |
| Grupo III   | 0       | 1       | 1       | 0       | 0       | 1       | 1       | 0       | 0       | 0       | 0       | 1       | 0       | 1       |         | 6     |
| Grupo IV    | 0       | 0       | 0       | 1       | 2       | 1       | 1       | 1       | 3       | 1       | 1       | 1       | 1       | 1       |         | 14    |
| Grupo V     | 3       | 2       | 1       | 2       | 2       | 1       | 1       | 1       | 1       | 2       | 1       | 1       | 2       | 1       |         | 21    |
| Grupo VI    | 2       | 2       | 1       | 2       | 2       | 0       | 1       | 1       | 1       | 1       | 1       | 2       | 2       | 2       |         | 20    |
| Grupo VII   | 0       | 1       | 1       | 2       | 1       | 1       | 1       | 1       | 1       | 2       | 2       | 1       | 2       | 1       |         | 17    |
| Grupo VIII  | 1       | 0       | 2       | 0       | 3       | 0       | 2       | 2       | 1       | 1       | 1       | 2       | 0       | 1       |         | 16    |
| Grupo IX    | 0       | 2       | 1       | 0       | 0       | 1       | 2       | 1       | 1       | 2       | 0       | 2       | 0       | 2       |         | 14    |
| Grupo X     | 3       | 2       | 1       | 1       | 1       | 2       | 1       | 2       | 1       | 3       | 2       | 1       | 2       | 1       |         | 23    |
| Grupo XI    | 1       | 2       | 2       | 1       | 1       | 2       | 0       | 1       | 1       | 1       | 1       | 1       | 1       | 1       |         | 15    |
| Grupo XII   | 3       | 1       | 0       | 0       | 0       | 1       | 1       | 0       | 1       | 0       | 1       | 0       | 0       | 2       |         | 10    |
| Grupo XIII  | 0       | 3       | 1       | 1       | 0       | 1       | 1       | 1       | 1       | 0       | 1       | 0       | 1       | 1       |         | 12    |
| Grupo XIV   | 0       | 0       | 2       | 2       | 2       | 1       | 0       | 1       | 1       | 1       | 1       | 1       | 1       | 1       |         | 14    |
| Grupo XV    | 2       | 0       | 1       | 1       | 0       | 3       | 0       | 0       | 2       | 2       | 1       | 0       | 1       | 1       |         | 14    |
| Grupo XVI   | 0       | 0       | 1       | 0       | 0       | 1       | 0       | 0       | 0       | 0       | 0       | 1       | 1       | 1       |         | 5     |
| Grupo XVII  | 0       | 0       | 0       | 2       | 1       | 0       | 1       | 1       | 1       | 0       | 1       | 2       | 0       | 1       |         | 10    |
| Grupo XVIII | 2       | 0       | 1       | 0       | 2       | 0       | 2       | 2       | 1       | 0       | 1       | 1       | 2       | 1       |         | 15    |
| Total       | 18      | 18      | 18      | 18      | 18      | 18      | 18      | 18      | 18      | 18      | 18      | 18      | 18      | 22      |         | 256   |